# Robeson County
Robeson County ist ein County im Bundesstaat North Carolina der Vereinigten Staaten. Der Verwaltungssitz (County Seat) ist Lumberton, das nach seiner Lage am Lumber River benannt wurde.

## Geographie
Das County liegt im mittleren Südosten von North Carolina, grenzt im Südwesten an South Carolina und hat eine Fläche von 2463 Quadratkilometern, wovon 6 Quadratkilometer Wasserfläche sind. Es grenzt im Uhrzeigersinn an folgende Countys: Cumberland County, Bladen County, Columbus County, Scotland County und Hoke County.
Robeson County ist in 29 Townships aufgeteilt: Alfordsville, Back Swamp, Britts, Burnt Swamp, East Howellsville, Fairmont, Gaddy, Lumber Bridge, Lumberton, Maxton, Orrum, Parkton, Pembroke, Philadelphus, Raft Swamp, Red Springs, Rennert, Rowland, Saddletree, Shannon, Smiths, Smyrna, St. Pauls, Sterlings, Thompson, Union, West Howellsville, Whitehouse und Wishart.
Es gibt neben der City Lumberton folgende 14 Städte (Towns): Fairmont, Lumber Bridge, Marietta, Maxton, McDonald, Orrum, Parkton, Pembroke, Proctorville, Raynham, Red Springs, Rennert, Rowland und St. Pauls sowie die sechs Census-designated places Barker Ten Mile, Elrod, Prospect, Raemon, Rex und Shannon, weiterhin die drei unicorporated communities Bloomington, Five Forks und Red Banks.

## Geschichte
Robeson County wurde 1786 aus Teilen des Bladen County gebildet. Benannt wurde es nach Thomas Robeson, einem Colonel im Amerikanischen Unabhängigkeitskrieg.

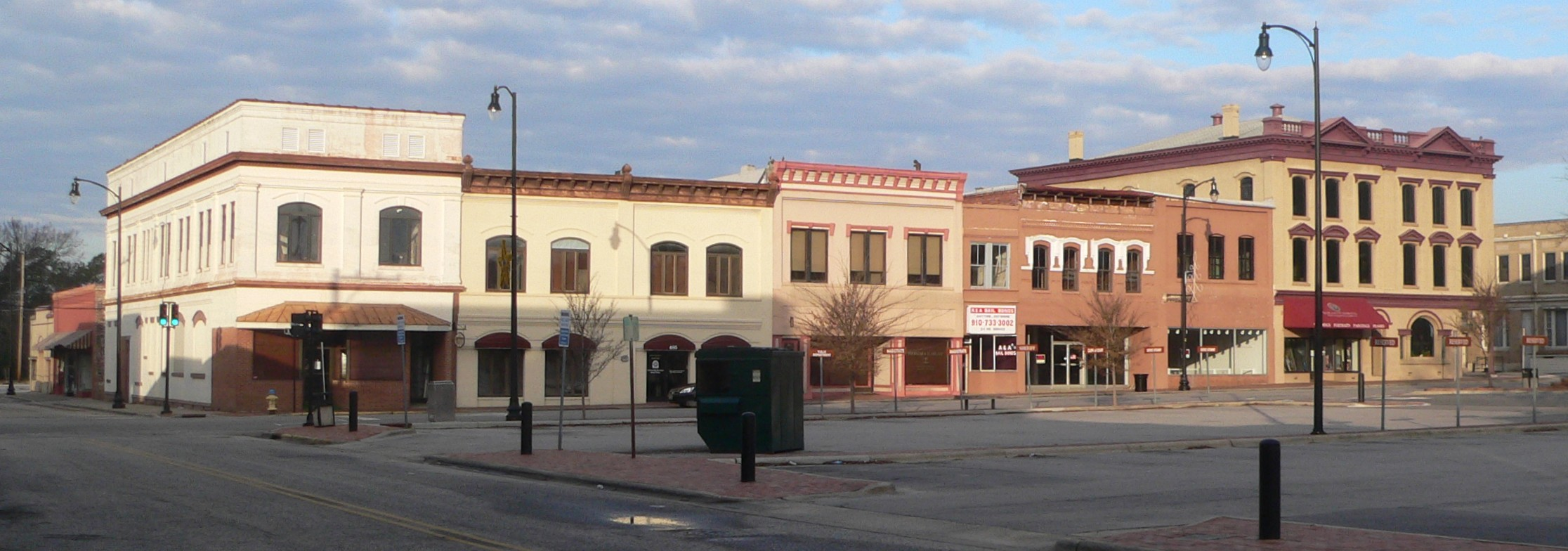
Gebäudeensemble im Lumberton Commercial Historic District (2014). Dieser Historic District ist einer von 24 Einträgen des Countys im National Register of Historic Places.

24 Bauwerke und Stätten des Countys sind insgesamt im National Register of Historic Places eingetragen (Stand 15. März 2018).

## Demografische Daten
Nach der Volkszählung im Jahr 2000 lebten im Robeson County 123.339 Menschen in 43.677 Haushalten und 32.015 Familien. Die Bevölkerungsdichte betrug 50 Einwohner pro Quadratkilometer. Ethnisch betrachtet setzte sich die Bevölkerung zusammen aus 32,80 Prozent Weißen, 25,11 Prozent Afroamerikanern, 38,02 Prozent amerikanischen Ureinwohnern (zumeist Lumbee), 0,33 Prozent Asiaten, 0,06 Prozent Bewohnern aus dem pazifischen Inselraum und 2,26 Prozent aus anderen ethnischen Gruppen; 1,41 Prozent stammten von zwei oder mehr Ethnien ab. 4,86 Prozent der Bevölkerung waren spanischer oder lateinamerikanischer Abstammung.
Von den 43.677 Haushalten hatten 37,0 Prozent Kinder unter 18 Jahren, die bei ihnen lebten. 46,6 Prozent davon waren verheiratete, zusammenlebende Paare, 20,6 Prozent waren allein erziehende Mütter und 26,7 Prozent waren keine Familien. 22,7 Prozent waren Singlehaushalte und in 8,3 Prozent lebten Menschen mit 65 Jahren oder älter. Die Durchschnittshaushaltsgröße betrug 2,75 und die durchschnittliche Familiengröße war 3,20 Personen.
29,0 Prozent der Bevölkerung waren unter 18 Jahre alt. 10,6 Prozent zwischen 18 und 24 Jahre, 29,3 Prozent zwischen 25 und 44 Jahre, 21,1 Prozent zwischen 45 und 64, und 10,0 Prozent waren 86 Jahre alt oder älter. Das Durchschnittsalter betrug 32 Jahre. Auf alle weibliche Personen kamen 94,7 männliche Personen. Auf alle Frauen im Alter von 18 Jahren oder darüber kamen 91,2 Männer.
Das jährliche Durchschnittseinkommen eines Haushalts betrug 28.202 $ und das jährliche Durchschnittseinkommen einer Familie betrug 32.514 $. Männer hatten ein durchschnittliches Einkommen von 26.646 $ gegenüber den Frauen mit 20.599 $. Das Prokopfeinkommen betrug 13.224 $. 22,8 Prozent der Bevölkerung und 19,6 Prozent der Familien lebten unterhalb der Armutsgrenze. 30,0 Prozent von ihnen sind Kinder und Jugendliche unter 18 Jahre und 25,3 Prozent sind 65 Jahre oder älter.